# Stand (Lenny Kravitz)
Stand è un singolo del cantautore statunitense Lenny Kravitz, pubblicato il 3 giugno 2011 come secondo estratto dal nono album in studio Black and White America.
La pubblicazione del singolo è stata annunciata dallo stesso Kravitz sul proprio twitter dove aveva lasciato il messaggio "Stand, the first official single (and second release) from ‘Black And White America’ hits radio 6/6" ("Stand, il primo singolo ufficiale (e seconda pubblicazione) da ‘Black And White America’ sarà trasmessa in radio dal 6/6").

## Video musicale
Un teaser trailer del videoclip è stato reso disponibile sul canale ufficiale YouTube del cantante il 3 giugno 2011. Nel video, Lenny Kravitz interpreta tre personaggi differenti: uno è il conduttore Bart Billingsworth di Run for Your Money, un gameshow che ricorda Let's Make a Deal (arrivato in Italia con il nome Facciamo un affare), il batterista Bubba Washington e il cantante Desmond Richie della band di casa del programma.

## Tracce
Download digitale
1. Stand – 3:19

## Classifiche
| Classifica (2011) | Posizione massima |
| ----------------- | ----------------- |
| Austria           | 41                |
| Belgio (Fiandre)  | 53                |
| Belgio (Vallonia) | 66                |
| Germania          | 44                |
| Italia            | 33                |
| Paesi Bassi       | 100               |
| Spagna            | 49                |
| Svizzera          | 42                |